# Bill Haast
William E. „Bill” Haast (ur. 30 grudnia 1910 w Paterson, New Jersey, zm. 15 czerwca 2011) – dyrektor Miami Serpentarium Laboratories (okolice Punta Gorda w stanie Floryda), gdzie zajmował się pobieraniem jadu od bardzo niebezpiecznych węży. W roku 1948 jego zajęcie stało się atrakcją dla turystów. W ciągu swojej kariery został ugryziony koło 170 razy przez różne gatunki jadowitych węży i jest pod tym względem rekordzistą.

## Wczesne lata
Bill Haast urodził się w stanie New Jersey w miejscowości Paterson w 1910 roku. Po raz pierwszy zainteresował się wężami w harcerstwie w wieku 10 lat. Wtedy też po raz pierwszy w życiu został ukąszony przez węża, a w wieku 11 lat schwytał pierwszego swojego węża. Później zaczął hodować węże w domu, mimo początkowego sprzeciwu jego matki. W wieku 15 lat zaczął pobierać od węży jad. Swoją edukację skończył w wieku 16 lat, jako że nie był dobrym uczniem. W wieku 19 lat zaczął się szkolić u poskramiacza węży, a od 30 roku życia regularnie przyjmował jad węży dożylnie.
William Haast wrócił do domu swojej matki, która wynajmowała dom nad jeziorem. Tutaj poznał się ze swoją pierwszą żoną Ann, z którą uciekł na Florydę. Tam zaczął realizować swoje marzenia o chwytaniu dziko żyjących węży. Gdy jego żona była w ciąży, Haast stracił pracę i był ścigany przez urzędy podatkowe, więc postanowił ponownie wrócić do New Jersey. Studiował tam 4 lata w instytucie lotnictwa, gdzie uzyskał certyfikat, z którym wyruszył do Miami by pracować w liniach lotniczych Pan American. Był zatrudniony tam w czasie II wojny światowej. Podczas służby latał m.in. do Afryki, Południowej Ameryki oraz Azji, skąd przywiózł swoją pierwszą kobrę.

## Serpentarium
W 1946 roku Bill Haast nabył nieruchomość przy drodze nr 1 na południu Miami i zaczął budowę serpentarium. Budowa ta była powodem rozwodu z Ann. Krótko po rozwodzie poznał i poślubił Claritę Matthews. Swoje serpentarium otworzył w końcu 1947 roku. Początkowo on, jego żona i Bill junior byli jedynymi pracownikami tego serpentarium, ale Bill junior na skutek kilkukrotnego pogryzienia stracił zainteresowanie wężami i odszedł. Haast tymczasem stale ulepszał serpertarium. Do 1965 roku zamieszkało w nim około 500 węży które trzymał w 400 klatkach. Od 60 gatunków węży pobierał jad od 70 do 100 razy dziennie. Zawsze robił to przy publiczności - chwytał węże patrząc im prosto w oczy, a następnie pobierał jad. Niedługo potem Bill Haast zaczął eksperymentować ze wstrzykiwaniem jadu kobry indyjskiej i kobry królewskiej jako szczepionki na ich ukąszenie. Szczepionka przyniosła pewne skutki, aczkolwiek po ukąszeniu przez węża został zabrany do szpitala na kilka dni. Po kilkunastu dawkach jadu węża krew Haasta sama stała się antidotum na jego ukąszenie. W 1950 roku został ugryziony przez kobry koło 20 razy, a w 1962 roku pierwszy raz ugryzła go kobra królewska. W swoim życiu przeżył także ukąszenie zielonej mamby. Jego krew nie raz ratowała życie ludziom ukąszonym przez węże, jako że nie było wówczas innego środka przeciw ukąszeniom. Jako pierwszy naukowiec dostarczył także jad węża do badań nad leczeniem polio co zaowocowało szczepionką, która weszła do użytku w 1955 roku.